# Camp de concentration de Lety
 (février 2014).
Si vous disposez d'ouvrages ou d'articles de référence ou si vous connaissez des sites web de qualité traitant du thème abordé ici, merci de compléter l'article en donnant les références utiles à sa vérifiabilité et en les liant à la section « Notes et références ».
Pour les articles homonymes, voir Lety.
Le camp de concentration de Lety, situé en Bohême du sud (aujourd'hui en République tchèque), a servi à l'époque du Protectorat de Bohème-Moravie à interner des criminels de droit commun et des Roms entre 1942 et 1943,,,,
Voir aussi : Porajmos (holocauste tsigane)

## Pendant la Seconde Guerre mondiale

### Création
Le 2 mars 1939, deux semaines avant l'occupation allemande, le gouvernement tchécoslovaque ordonne qu'un camp de travail soit mis en place pour ceux qui refusent de travailler (le travail  est alors obligatoire).
La construction d'un camp près du village de Lety commence le 17 juillet. L'emplacement est choisi parce que les forêts voisines, appartenant à la famille Schwarzenberg, ont été dévastées par une tempête. Le camp se compose initialement de 50 baraques et d'une grande maison en bois entourées d'une clôture. Des gendarmes tchèques sont chargés de garder les lieux (le service dans les camps est considérée comme une peine disciplinaire). Josef Janovský est nommé commandant. Les douze premiers prisonniers arrivent le 17 juillet 1940.
Des camps de travail forcé similaires existent dans Plana nad Luznici, Mirošov, Hradistko, etc. Les prisonniers (essentiellement des Tchèques) sont utilisés pour des travaux pénibles tels que la construction de routes. Au total, environ 50 000 personnes sont passées par ces camps de travail au cours de la guerre. Le nombre total de prisons et les camps de toutes sortes établis par les nazis dans les limites de l'actuelle République tchèque a atteint 2 125.

### Un camp de travail
En 1940, 233 personnes sont envoyées à Lety, dont 197 avec un casier judiciaire. Durant l'année 1941, 537 personnes y sont enfermées, dont 498 ayant des antécédents criminels, et 45 considérées comme des Tziganes. Les 27 tentatives d'évasion se soldent par la capture de 25 évadés. Les prisonniers sont affectés de force à des travaux pénibles dans une carrière. Ils sont traités cruellement et ne sont pas soignés. Beaucoup de gardes, y compris le commandant Janovský, volent régulièrement de la nourriture dans les magasins du camp, ce qui réduit les maigres rations destinées aux prisonniers.

### Situation des Roms sous le Protectorat
Un règlement du ministère de l'Intérieur du 30 novembre 1939 interdit le nomadisme à compter de janvier 1940. Ceux qui ne veulent pas obéir doivent être placés dans des camps de travaux forcés. Rapidement, plusieurs centaines de personnes considérées comme des « asociaux » sont déportées à Auschwitz. Le directeur général de la gendarmerie estime, fin 1940, que le sort de 70 % à 80 % des Roms est réglé. Le 24 juin 1942, le ministre de l'Intérieur du Protectorat, Richard Bienert, ordonne la collecte de statistiques sur « les Tziganes, les Gitans et les personnes ayant un style de vie tzigane ». Environ 6 500 personnes sont enregistrées dans ce cadre, sur la base d'anciens dossiers et souvent en fonction de la couleur de leur peau.
Au cours de la guerre, environ 5 500 Roms du Protectorat ont été envoyés à Auschwitz ; 583 ont survécu.

### Un camp rom
Le 10 juillet 1942, le général Horst Böhme, chef de la police de sécurité, ordonne la concentration des Roms dans deux camps : Lety pour ceux de Bohême, Hodonín pour ceux de Moravie.
Tous les prisonniers qui se trouvent alors à Lety sont libérés ou transférés, sauf les 19 Roms. Le 2 octobre 1942, d'autres Roms commencent à arriver. La capacité du camp est vite atteinte. Bien que de nouveaux bâtiments soient construits, le site continue à être surpeuplé. Certains prisonniers obtiennent leur libération en soudoyant des fonctionnaires de Prague : cela leur coûte 20 000 couronnes.
Les prisonniers doivent couper des arbres, construire des routes (notamment entre Pilsen et Ostrava) et travailler dans les fermes voisines. La nourriture est maigre et les rations diminuent au fil du temps. Pendant l'hiver, les vêtements sont insuffisants. La brutalité des gardes est commune.
Une épidémie de typhoïde commence en décembre 1942 et a duré jusqu'à la fermeture du camp en mai 1943. Le commandant Janovský est rappelé pour son incapacité à faire face à l'épidémie et remplacé par le commandant Blahynka.
Un premier transfert de 94 prisonniers à Auschwitz a eu lieu le 4 décembre 1942 sur ordre de Heinrich Himmler. Un second de 417 personnes suit, le 14 mai 1943. Les 198 prisonniers restants sont envoyés au camp de Hodonín. Sur les 1 300 Roms enfermés à Lety, 300 ont survécu.

### Les chiffres globaux
Les dossiers sont généralement considérées comme incomplets et ces chiffres peuvent être considérés comme des minima. La compilation des données existantes donne un total de :
- 3 500 prisonniers internés dans le camp (dont 1 300 Roms),
- 350 décès sur place (estimation), dont les 30 enfants nés dans le camp[11],
- plus de 500 déportés à Auschwitz.

## De la Libération à la Révolution de Velours

### Enquêtes et procès après-guerre
Le commandant Janovský est emprisonné et inculpé en 1945. Deux gardes et d'anciens prisonniers  témoignent de sa brutalité et de ses vols, mais Janovský est acquitté.
Le garde Josef Hejduk est accusé d'actes de torture et de plusieurs meurtres. Il est acquitté en 1947 car les témoins n'ont pas été jugées dignes de confiance en raison de leur casier judiciaire. Les mauvais traitements ont été justifiés par le « fait de traiter avec les criminels dangereux ».
Le garde Josef Lunacek, également accusé de torture, est reconnu coupable d'une infraction mineure et puni par un avertissement officiel.
Le chef de la police du Protectorat, Friedrich Sowa, est condamné à 10 ans de prison pour des crimes qui incluent l'extermination des Roms. La décision est ensuite été annulée, car il a agi sur les ordres de Himmler. Il est expulsé du pays.

### Une histoire oubliée puis redécouverte
Après la guerre, les camps roms tombent dans l'oubli. Quatre-vingt-dix pour cent de la communauté des Roms tchèques a été anéantie et les nouveaux venus de la Slovaquie et la Roumanie n'ont pas connaissance de cette tragédie.
Au cours des années 1970, une grande porcherie industrielle (13 000 porcs) est construite en partie sur le site du camp de Lety. Un camp de vacances est construit sur le site du camp de Hodonín et ne sera fermé qu'en 2009, après son achat par le ministère de l’Éducation.
Dans les années 1970 et 1980, les historiens tchèques, notamment le Pr Ctibor Nečas, décrivent la persécution des Roms pendant l'occupation nazie, y compris les camps de Lety et Hodonín.

## Lety et la démocratie
En 1992, le livre Black Silence de Paul Polansky compile des données historiques et des témoignages de survivants. La publication de cet ouvrage provoque des discussions animées en République tchèque sur les relations entre Tchèques et Roms dans l'histoire.
Le livre le plus récent sur Lety, And No One Will Believe You, de Markus Pape, date de 1997.
Pape y démontre par les documents officiels que Lety était un camp d'extermination et qu'il fonctionnait avec une certaine indépendance par rapport au Reich et à Prague.

### Le symbole politique
L'existence de ce camp gardé par des Tchèques et de la porcherie placée là sont devenus des symboles importants. Certains politiciens, comme le ministre Vladimír Mlynář, se sont élevés contre la culpabilisation artificielle de l'opinion publique » et ont mis en garde contre une certaine « réécriture de l'histoire politiquement correcte ».
Les militants roms considèrent la porcherie comme un symbole de la position tchèque envers les Roms, insistant sur le fait qu'elle est une honte pour le pays. Ils ont demandé à plusieurs reprises au gouvernement qu'elle soit déplacée. Leurs efforts ont attiré l'attention du Parlement européen, qui a voté en 2005 et en 2008 (sur la proposition d'un eurodéputé Vert germano-tchèque[Qui ?]) des résolutions demandant au gouvernement tchèque de déplacer la ferme.
Les opposants critiquent le coût élevé du déménagement de la ferme, ajoutant que cela n'aurait aucune incidence sur la vie réelle du peuple rom. Ils considèrent que la véritable intention des militants est d'extorquer de l'argent de l'État et que la suppression de la ferme se traduirait par une aggravation des relations déjà tendues entre les Tchèques et les Roms. En 2005 et 2006, le gouvernement tchèque annonce son intention d'acheter et de liquider la ferme, mais il y renonce en 2010. Parallèlement, des fonds européens ont permis à la société propriétaire de la porcherie, AGPI Pisek, de financer un bassin de décantation.
Un monument en pierre a été inauguré sur le site par le président Václav Havel, le 13 mai 1995. En 2010, un lieu de mémoire comportant une exposition, la reconstitution de baraques et un petit amphithéâtre sont construits à proximité de l'usine. Monument et usine sont séparés par un bosquet d'arbres. Une cérémonie commémorative a lieu chaque année le 13 mai. À cette occasion, les ventilateurs de la porcherie sont arrêtés.
Les enfants morts à Lety sont enterrés au cimetière de Mirovice, situé à 3 km du lieu du camp. Un monument leur est dédié.
En 2005, une exposition de photographies historiques et de documentation intitulée « Le camp de détention de Lety : Histoire d'un génocide passé sous silence » est installée au Parlement européen puis tourne dans différentes villes d'Europe.
Plus récemment, les organisations de la République tchèque comme le Comité pour la réparation de l'Holocauste des Roms, Dzeno Association, et Romea travaillent à maintenir vivante la question et défendent le site contre les manifestations d'extrême-droite.
En 2022, après des décennies de controverses politiques et de batailles juridiques, la porcherie industrielle construite sur les vestiges du camp de Lety a été détruite pour laisser place au mémorial. Celui-ci a été inauguré le mardi 23 avril 2024, en présence du président et du Premier ministre tchèques, avant son ouverture au public le 12 mai 2024, lors de la cérémonie annuelle en hommage aux victimes de l’Holocauste des Roms et des Sintis.

## Sources
1. ↑  (en-GB) Dokumentations-und Kulturzentrum Deutscher Sinti und Roma matthies & schnegg, « "Rassendiagnose: Zigeuner“, czechoslovakia », sur www.sintiundroma.org (consulté le 13 mai 2024)
2. ↑  « The gypsy camp at Lety | Holocaust », sur www.holocaust.cz (consulté le 13 mai 2024)
3. ↑  (en-US) « Lety Concentration Camp, the Czech Republic – Accessing Campscapes » (consulté le 15 mai 2024)
4. ↑  « République tchèque : un ex-camp nazi qui scandalise – Les guerres d'hier au jour le jour », 25 juillet 2013 (consulté le 25 mai 2024)
5. ↑  (cs) « Lety u Písku. Opomíjená historie romského holokaustu. », sur Radiožurnál (consulté le 25 mai 2024)
6. ↑  (cs) « Vyhledávání ASPI », sur EPRAVO.CZ (consulté le 15 juin 2024)
7. ↑  (en-GB) Mathiess & Schnegg, « „Rassendiagnose: Zigeuner“ - Czechoslovakia », sur www.sintiundroma.de (consulté le 9 mai 2024)
8. ↑  (pl) admin, « Lety u Písku (wystawa) • NA BISTER », sur NA BISTER, 22 septembre 2016 (consulté le 29 mars 2025)
9. ↑  Institut Terezínské iniciativy, « Cikánský tábor v Letech », sur web.archive.org, 14 février 2010 (consulté le 15 juin 2024)
10. ↑  (en) « Fighting to honor the Roma » (consulté le 15 mai 2024)
11. ↑  (en) Kangaroo group a.s, « Memorial Lety u Písku », sur www.rommuz.cz (consulté le 17 juin 2024)
12. ↑  « La porcherie restera sur l'emplacement du camp de concentration rom de Lety », sur Radio Prague International, 14 octobre 2010 (consulté le 13 mai 2024)
13. ↑  « Porcherie de Lety : démolition d'un « symbole de l'antitziganisme » en Tchéquie », sur Radio Prague International, 25 juillet 2022 (consulté le 13 mai 2024)
14. ↑  « À Lety, le Mémorial de l’holocauste des Roms en Tchéquie « enfin » inauguré », sur Radio Prague International, 24 avril 2024 (consulté le 29 juillet 2024)

- František Nedbálek, Mista utrpení une vzdoru, Prague, 1984

- Markus Pape, Nikdo vám nebude věřit, GplusG Publishers, Prague, 1997

### En français
- Cérémonie en mémoire des victimes du camp de Lety, 13 mai 2010
- La porcherie restera sur l'emplacement du camp de concentration rom de Lety, 14 octobre 2010
- À Hodonín, la mémoire du génocide rom renaît peu à peu, 23 août 2010
- Un difficile devoir de mémoire, 17 février 2009
- Lety : la mémoire dans le purin, 15 mai 2008
- Soixante ans après la fin de la guerre, une porcherie se trouve sur le site de l'ancien camp de concentration pour Roms à Lety, 18 mai 2005
- Résolution du Parlement européen sur la situation des Roms dans l'Union européenne, 28 avril 2005
- Résolution du Parlement européen du 31 janvier 2008 sur une stratégie européenne à l'égard des Roms

### En anglais
- The gypsy camp at Lety
- History of the Romani people, Musée de la culture rom, 13 janvier 2010
- Fighting to honor the Roma, Global Post, 18 mai 2009
- Renewed Controversy at the Lety Concentration Camp, 24 janvier 2006
- Government not to liquidate pig farm in Lety, 16 avril 2006
- Lety genocide exhibit moves from Brussels to Prague, causes political action, 28 juin 2005